# Asociación Deportiva Berazategui
La Asociación Deportiva Berazategui es un club argentino de fútbol fundado el 18 de septiembre de 1975. Tiene sede en el Partido de Berazategui, Provincia de Buenos Aires. Actualmente participa en la Primera C, cuarta división para los equipos directamente afiliados a la AFA. Su estadio Norman Lee tiene capacidad para 10.000 personas.
En 2008 fue elegido como el mejor equipo de la Asociación del Fútbol Argentino.

## Historia

### Orígenes
Se fundó el 18 de septiembre de 1975, en el domicilio de Alfredo San Miguel en Berazategui, donde se decidió la denominación y el primer presidente, Gilberto Martín.
Su origen se debió principalmente al optimismo de Alfredo de crear un club, luego de hablarlo en diversas reuniones en la Pizzería Martín, ubicada en Bernal. Lamentablemente, el mayor exponente del deseo falleció el 28 de enero de 1976 y no pudo presenciar el primer partido oficial de la entidad.

### El apodo "Naranja"
El color naranja de la camiseta tuvo diversas interpretaciones. Algunos creyeron que fue inspirado en la selección neerlandesa del Mundial de 1974, llamada la Naranja Mecánica, que había causado sensación en esa época.
Sin embargo, en el 30.º aniversario del club (2005), los antiguos fundadores relataron la historia para un documental producido por Norberto Filippi, con entrevistas de Alberto Moya. Según esta definitiva versión documentada, el naranja era el color de una casa en la ribera de Quilmes, donde hicieron las primeras reuniones, y de la camioneta escolar de Alfredo San Miguel.
Bolskasha, banda de punk rock surgida en la localidad de Berazategui, le dedicó el tema "Naranjero" a modo de homenaje a la institución emblema de la ciudad. La canción fue compuesta por Leonardo Spinosa y fue incluida en el álbum "Raketazo", lanzado en diciembre de 2022.

### Profesionalismo
En 1976 se afilió a la Asociación del Fútbol Argentino y comenzó a disputar el torneo de Primera D. La empresa Coca-Cola le prestó un campo de juego, con el que pudo cumplir los requisitos de ingreso a la AFA.
El 27 de marzo en el estadio de Brown de Adrogué, Berazategui disputó su primer partido oficial frente a San Martín de Burzaco y terminaron igualando 1 a 1.
El primer ascenso de su historia lo logró en el primer torneo en el que compitió, después de terminar segundo en la ronda final de la Primera D. Berazategui conseguía, en el estadio de All Boys, el pase a la Primera C tras vencer por 1 a 0 a Juventud Unida. 
Tras diez temporadas en la Primera C entre los años 1977 y 1986, obtuvo su primer ascenso a la Primera B Metropolitana, logro al que arribó mediante una reestructuración del fútbol argentino (constitución de la categoría Nacional B). Entonces, Berazategui se alzó con una de las seis plazas que otorgaba el ascenso a esa división, tercera categoría del fútbol argentino, al igualar 0 a 0 en dos luchadas finales frente a Excursionistas y ascender por ventaja deportiva.
Jugó en la temporada 1986/87 y 1987/88 en la Primera B, pero regresó a la Primera C, tras caer en la Promoción con un equipo de dicha categoría: Colegiales, con el que empató 1 a 1 en el encuentro de ida y perdió 5 a 2 en el partido de vuelta.
En 1988/89 hizo una gran campaña en la Primera C, pero quedó fuera del octogonal por el ascenso frente a Ituzaingó en la tanda de penales. Esta destacada tarea sería el preámbulo de lo que vendría en la siguiente temporada.
La temporada 1989/90 de la Primera C fue uno de los mayores logros de la institución del conurbano sur. Salió campeón de manera invicta y sacó pasaporte para jugar en la Primera B nuevamente. El ascenso fue consumado en Junín cuando igualó 0-0 ante Sarmiento, su escolta. Un equipo que tenía como figuras a Jorge Franzoni y Víctor Martínez, entre otros, dirigidos por Juan Carlos Zerrillo. Ese equipo logró una de las mejores rachas de partidos invictos del fútbol argentino (44), cayendo ante El Porvenir cuando ya disputaba la Primera B.
Sin embargo, el logro duró apenas una temporada. En la temporada 1990/91 nuevamente no tuvo una buena campaña en la tercera división y debió jugar otra vez la Promoción, esta vez frente a Luján, quien de nuevo lo depositó en la Primera C tras vencerlo en ambos partidos, por 1-0 y 3-1.

### En elsigloXXI

#### Descenso y Ascenso
Apenas dos temporadas, 2001/02 y 2002/03, se mantuvo en la Primera C, para caer en la Primera D, tras perder en la última jornada ante Villa San Carlos por 3 a 1 en cancha de Brown de Adrogué.
Desde la temporada 2003/04 jugó en la Primera D, quinta categoría del fútbol argentino. En su estadía, hizo campañas importantes y nunca bajó del tercer lugar. Ganó el Apertura 2006/07 y debió enfrentar a Leandro N. Alem (ganador del Clausura), para decretar el ganador del ascenso a la Primera C, donde perdió los dos partidos (1-2 y 0-1). Luego jugó la promoción ante San Miguel e igualó los dos partidos, perdiendo la serie ya que su rival tenía ventaja deportiva por ser de una categoría superior.
En la siguiente temporada, después de salir segundo en la fase regular detrás de Defensores Unidos, debió jugar el reducido. Venció en primera instancia a Deportivo Riestra por 1-0 en condición de local, luego superó a Liniers tras ganarle 1-0 y 3-1, para enfrentar en la final a Midland.
El partido de ida en Libertad fue 2-0 para el Funebreros, mientras que la revancha se jugó en Lanús, donde hizo como local Berazategui y con un gol de penal en el último minuto ganó 2-0 y clasificó a disputar su segunda promoción consecutiva por tener ventaja deportiva. Ahí enfrentó a San Martín de Burzaco, en la ida ganó 3-2 en el Estadio Ciudad de La Plata, la vuelta fue 0-0 y obtuvo el ascenso por segunda vez en el estadio de Banfield donde fue local San Martín.
Durante la Temporada 2008/09, en Primera C, obtuvo la 2.ª posición (detrás de Villa San Carlos) y ganó el torneo reducido (le ganó la final a Excursionistas 0-1 y 1-0, con ventaja deportiva para los Naranjas). Por lo cual, jugó la promoción para ascender a la B Metropolitana contra San Telmo. Donde logró un empate 0-0 de local (en Quilmes) y otro 0-0 de visitante (en Atlanta). Por la ventaja deportiva de San Telmo, Berazategui tuvo que permanecer en Primera C.
Luego en la temporada 2009/10 de Primera C, logró un 12.º, acumulando 47 puntos; que lo dejó fuera del Octogonal. En la temporada 2010/11 acumuló 55 puntos y finalizó 9.º, clasificando al Octogonal jugando contra Argentino de Merlo, perdiendo el partido de ida 3-5 (en Los Andes) y el de vuelta empatando 1-1.

#### Racha de malas campañas
En la temporada 2011/12 disputó por primera vez la Copa Argentina, cayó en segunda ronda por penales ante Laferrere luego de igualar 2-2 en el Oeste del Gran Buenos Aires. Tras haber iniciado el torneo dirigido por Juan Carlos Zerrillo, la dirigencia decidió en forma sorpresiva desvincular al entrenador y contratar a otro ídolo del club, Jorge Vendakis.
Tras diferencias con la comisión directiva, Vendakis abandonó la institución, en la cual duró solo cuatro partidos, después de un breve interinato de Daniel Casas, fue contratado Gerardo Reinoso. El exjugador de Independiente no tuvo buenos resultados, por lo que fue llamado de urgencia para que retorne al club Juan Carlos Zerrillo, que con buen andar logró clasificar al Reducido y enfrentarse a la UAI Urquiza, subcampeón del torneo. Fue 1-1 la ida, haciendo las veces de local en el estadio de Villa San Carlos y 3-1 en Villa Lynch para acceder a la semifinal, instancia donde fue eliminado por Central Córdoba con un doble 1-0.
Para el torneo 2012/13, Berazategui armó un plantel muy competitivo, logró subir a lo más alto de la tabla de posiciones, logró una histórica clasificación en la Copa Argentina al eliminar a Defensores de Belgrano en el estadio del Dragón, 1-0 con gol de Daniel Cigogna. Todo en el 2012, año que terminaría en puestos de reducido para pelear un segundo ascenso.
El 2013 fue muy diferente, goleada y eliminación ante Deportivo Morón por la Copa Argentina, fue 5-1; luego llegó un bajón futbolístico importante que lo alejó de las principales posiciones, a la despedida de Zerrillo fueron ascendidos la dupla técnica de la cuarta división del club, Daniel Casas y Javier Patalano. Los buenos resultados obtenidos no le alcanzaron para ingresar al Reducido por el segundo ascenso, quedó relegado a la octava colocación.
Luego, el encargado de la dirección técnica fue Abel Moralejo, entrenador que tomó decisiones importantes como excluir a los jugadores de mayor experiencia e incorporar a futbolistas provenientes en su mayoría de equipos del interior del país.
Abel Moralejo debió irse luego de lograr una sola victoria en su ciclo ante Argentino de Quilmes en la segunda fecha, que duró 13 partidos y la derrota ante Liniers fue su último partido en la dirección técnica. Retomarían la posta la dupla de Casas y Patalano, que dirigieron por Copa Argentina ante Deportivo Español pero hubo derrota 2 a 0 y quedó eliminado en la Fase Inicial Metropolitana II, además, estuvieron al frente del equipo en 14 partidos pero solo lograron tres victorias y la igualdad ante Argentino de Merlo sin goles fue la última presentación del dúo en ese lapso.
Llegaría Horacio Bidevich en donde dirigió ante Deportivo Español pero la derrota por 1 a 0 lo obligó a dejar el equipo, tras problemas con la comisión directiva. Otra vez en la dupla de Casas y Patalano que se hizo cargo hasta el final.
Para el segundo semestre del 2014, la dirigencia de Berazategui confirmó la contratación de Juan Carlos Zerrillo, como nuevo entrenador de la institución, en reemplazo de la dupla Daniel Casas y Javier Patalano. Venía de dirigir a San Telmo.
En el Torneo de Transición, César González e Iván Islas serían los primeros refuerzos confirmados en Berazategui. Además, Mariano Quillutay y Gonzalo Minguillón se incorporaron al plantel. Pero se fueron Mauro Ruggiero, Jonathan Villalba, Leandro Russo, Cristián Ramos, Diego Parisi, Matías Fernández, Diego Gómez y Cristian Revaneira.
El torneo de Transición no fue nada bueno para Berazategui, la primera mitad fue dirigida por Juan Carlos Zerrilo, pero debido a la mala campaña en donde obtuvo una sola victoria, ante Midland, debió dejar el cargo. El que tomó el lugar de entrenador fue Eduardo Borgarelli, pero al conseguir una igualdad y dos derrotas dejó su lugar y el que tomó las riendas fue Hernán San Martín hasta el final. Solo sumó 11 puntos, una pésima campaña que lo dejaba tambaleando para el próximo torneo.
En 2015 comenzaba con Berazategui teniendo uno de los peores promedios y estaba en zona de descenso, necesitaba hacer una campaña de campeón para permanecer en la categoría. Con Lucio Bernald en la dirección técnica, Berazategui arrancaba su camino de manera oficial el 7 de febrero de 2015 ante Sportivo Barracas en el estadio de Sportivo Italiano por Copa Argentina. Ganaría Berazategui por la mínima diferencia con gol de Sergio Salomone y avanzaría a la siguiente etapa de eliminación, pero perdería a su goleador para el primer semestre ya que tuvo una lesión ligamentaria.
El debut por el Campeonato sería seis días más tarde, pero esta vez habría una derrota ante Justo José Urquiza, en la siguiente fecha se reencontraría con la victoria en el año, vencería a Juventud Unida por 2 a 1 con goles de Cerrutti y de Islas, y el primer empate llegaría ante Midland, sin goles, por la cuarta fecha.
El 11 de marzo se jugaría el partido ante Luján por la Segunda eliminatoria, en los 90 igualaron 1 a 1 con un gol de Martín Pellegrini cerca del final, y en los penales se lució de héroe César González al atajar dos penales y Berazategui avanzaba a la siguiente fase al derrotar 3 a 0 desde los doce pasos. El 25 de marzo iba a ser un día histórico en la Copa Argentina ya que nunca había llegado en esa instancia en el torneo. Jugó ante Deportivo Armenio y tras igualar sin goles fueron a los penales pero la suerte le fue esquiva y quedó eliminado.
Ya en 2016 con la dirección técnica de Marcelo Philipp, Berazategui encaraba el torneo de 19 fechas se ubicó en el último puesto en la tabla del descenso, con un solo equipo que bajará a la Primera D. Con la obligación de pelear los primeros puestos para escaparse del descenso, el Naranja se reforzó con jugadores de gran trayectoria en el ascenso. Hernán Zerbo y Jonathan Tridente habían ascendido con Brown de Adrogué a la Primera B Nacional y se incorporaron al Naranja, Martín Gianfelice también era otra de las caras nuevas, como el regreso de Ariel Santos y Hernán Fener. El debut fue triunfo 2-1 ante Midland como visitante, luego venció a Liniers (quién sería el equipo que descendió a la D).
En la 5.ª fecha venció en Ciudad Evita a Sportivo Italiano y quedó como único líder de torneo. Su primera caída se dio al siguiente encuentro con derrota sobre la hora en Zárate 2-1 versus Defensores Unidos. Pero al siguiente partido recuperaría el liderazgo venciendo a Excursionistas (sería el campeón del certamen), fue 3-1 pero lo más importante fue el regreso al Norman Lee, después de más de tres años sin jugar ahí.
Una victoria en cinco partidos alejó a Berazategui de la pelea por el título y encendió la alarma en el promedio. Dos triunfos dejaron al equipo casi salvado de descender ante Argentino de Quilmes, un empate agónico dejó todavía en carrera a Bera y fuera de ella a su rival. En la última fecha llegó con chances matemáticas pero 3 puntos abajo de Excursionistas y 2 de Sportivo Italiano. El Naranja igualó y finalizó cuarto, realizando una gran campaña que lo deja más tranquilo para el próximo torneo.
Para la temporada siguiente ya con Roberto Mata Rodríguez como presidente, Marcelo Philipp dejó su cargo de entrenador y se contrató como nuevo director técnico a Fabián Alegre y llegaron jugadores de experiencia como Cristian Sánchez Prette y Jeremías Caggiano, entre otros. El debut fue ante Sportivo Italiano en una igualdad. En la fecha siguiente, fue derrota ante Argentino de Quilmes por la mínima diferencia. La primera victoria se dio ante Argentino de Merlo en la octava jornada. Luego de tantos amagues de renuncia, dejó su cargo en la fecha 13 y se hicieron cargo Jorge Vendakis y Rubén Benítez por tres fechas y, luego, Juan Carlos Zuleta se calzó el buzo de entrenador por diez fechas sin poder conseguir victorias hasta que en la fecha 28.ª los hermanos Barbona tomaron las riendas y salvaron al equipo una vez más del descenso.

#### Salvación histórica del descenso
Luego de campañas paupérrimas, directores técnicos que no lograron plasmar su idea de juego en el equipo y algunos problemas internos en la comisión directiva, llega la temporada 2018/19, de la Primera C: con el equipo naranja con serias chances de descender a la Primera D. El plantel, conducido por Marcelo Barrera (desde la fecha 11), debía sumar una gran cantidad de puntos para lograr la permanencia en la categoría.
En la primera rueda, Berazategui realizó una campaña regular y terminó en la posición 13.ª, encontrándose, todavía, en la última posición de la tabla de promedios. Ya en la final de la segunda rueda del torneo, el equipo "naranja" llega a la última fecha con oportunidades matemáticas de permanecer en la categoría. Además, en caso de salvarse, curiosamente podía jugar el reducido para lograr el ascenso a la Primera B, ya que terminó en la posición 10, en la tabla general. Pero antes debía enfrentarse al campeón de la categoría, Argentino de Quilmes. Para salvarse, tendría que obtener una victoria y que Sportivo Barracas no sume puntos, en su respectivo partido.
En el Estadio Centenario de Quilmes, Berazategui obtiene una victoria, por 2-1. El autor de los dos goles fueron hechos por Cristian Milla. Pero este resultado no logró salvar y ni condenar al equipo naranja, ya que Sportivo Barracas logró un empate agónico (1-1) ante Deportivo Merlo y alargo la definición, por el descenso, a un desempate. Esto se debió porque ambos equipos terminaron con 1,087 en el promedio y el torneo estaba organizado para un solo descenso.
El día 23 de mayo, en el Estadio Julio Humberto Grondona de Arsenal de Sarandí, se disputó el desempate por la permanencia. El ganador del encuentro fue Berazategui por 2-0, con goles de Martín Iglesias y Facundo Macarof, por lo que obtuvo la permanencia en la Primera C y el plus de jugar el reducido contra el 3.º de la tabla general, que fue Dock Sud.
Tres días más tarde, el equipo naranja disputó los cuartos de final del torneo reducido, en el Estadio "De los Inmigrantes" de Dock Sud. Lamentablemente, Berazategui cayó derrotado por 2-1 (gol de Tomas Ojeda) y se despidió de la oportunidad de lograr un hecho curioso e histórico en el fútbol argentino: de estar cerca de descender a la D (quinta categoría), a la posibilidad de jugar en la Primera B (tercera categoría), en una sola temporada.

#### Obtención del Torneo Clausura 2021
La primera parte del  Campeonato de Primera C 2021 fue austero para Berazategui. Bajo el mando de la dupla técnica Jorge Balanda - Mario Gargiulo, finalizó el  Torneo Apertura en la 15ª posición, obteniendo, en 18 partidos, cuatro victorias, seis empates y ocho derrotas, estando lejos de la lucha por el campeonato.
De todas manera, el comienzo del  Torneo Clausura fue totalmente diferente. En primer lugar, luego de la renuncia de la dupla técnica, asume la dirección del equipo profesional Damián Troncoso. Él, en conjunto con su cuerpo técnico, revirtió la cara del equipo, logrando el campeonato, algo que no sucedía desde la temporada  1996-97.
El marco donde se dio tal hazaña fue, en primer lugar, como escenario en el Estadio Julio Humberto Grondona de Arsenal de Sarandí, allí Berazategui recibió de local a Real Pilar, por la última fecha del Torneo Clausura. Ya en el transcurso del partido, a los 35 minutos del primer tiempo, Román Martinangeli abre el marcado a favor del equipo local. Dicho resultado sería el definitorio y consagratorio, ya que, a pesar de la victoria de Ituzaingó y de quedar ambos equipos con igualdad de puntos, la diferencia de gol favorable para el naranja determinó la conquista. 
Dicha obtención, le permitió a Berazategui jugar la final por el ascenso a la Primera B Metropolitana, ante Dock Sud, ganador del Torneo Apertura. El primer encuentro de ida, se disputó en el Estadio Centenario de Quilmes, donde Berazategui hizo de local. El resultado fue 0-0. En el partido de vuelta, disputado el Estadio "De los Inmigrantes" de Dock Sud, fue derrota 0-2. Este resultado ocasionó que Berazategui perdiera la primera oportunidad del ascenso, pero, de todas maneras, le otorgó la oportunidad de disputar el reducido por el segundo ascenso.
Por ser ganador del Torneo Clausura y perdedor de la final, Berazategui disputó las semifinales del reducido ante Argentino de Merlo. En el partido de ida cayó 0-1 y en el partido de vuelta, disputado en el Estadio Norman Lee, fue empate 0-0. Determinando, por resultado global, la eliminación de Berazategui y sin opciones de ascender en la temporada.

## Presidentes

### Primera Comisión directiva
El 16 de noviembre de 1975 se realizó en Av. Rigolleau Nº 557 la Asamblea General Extraordinaria donde se aprobaron los estatutos sociales y se tramitó la Personería Jurídica, la cual se presentó el 30 de noviembre de 1975. Allí, a su vez, se constituye la primera comisión directiva, presidida por Gilberto Martín.
Paralelamente se inician las gestiones para lograr la afiliación directa a la Asociación del Fútbol Argentino y la inclusión de la entidad en los torneos de la Primera D que organiza la misma, lo que se logra en el mes de marzo de 1976. Además, se inician expedientes ante la Municipalidad de Berazategui y el Gobierno de la Provincia de Buenos Aires para la obtención de terrenos en los cuales la institución pueda desarrollar los objetivos propuestos en sus Estatutos.
Por lo que la Primera Comisión Directiva quedó integrada de la siguiente forma:
- Presidente: Gilberto Martín
- Vicepresidente 1.º: Alfredo San Miguel
- Vicepresidente 2.º: Alberto Tavora
- Secretario general: Angel Alberto Garcia
- Secretario: Scagnetti
- Pro-Secretario: Joaquin Martín
- Tesorero: Jorge Musacchio

### Cronología de los presidentes
Berazategui ha tenido 8 presidentes diferentes a lo largo de su historia. Se detallan a continuación:
| Período         | Presidente               |
| --------------- | ------------------------ |
| 1975-1980       | Gilberto Martín          |
| 1980-1987       | Máximo Ferrero           |
| 1988-1991       | Cecilio Rotella          |
| 1992-1999       | Ricardo Mathey Doré      |
| 2000-2004       | Ricardo Tisch            |
| 2004-2015       | Angel Garcia             |
| 2015            | Claudio Egisti Staniscia |
| 2015-Actualidad | Roberto 'Mata' Rodríguez |

### Comisión directiva actual
Elecciones realizadas el 20 de marzo de 2022.
- Presidente: Roberto 'Mata' Rodríguez
- Vicepresidente 1.º: Antonio 'Trapo' Amarilla
- Vicepresidente 2.º: Ángel Maglieri
- Secretario general: Ricardo Tisch
- Secretario: Cristian Amarillo
- Secretario de Actas: José Luis Mercado
- Tesorero: Leonardo Muraco
- Pro-tesorero: Germán Santamaria
- Vocales: Norberto Filipi, Ariel Narváez, Jimena Bruno, Mario Gargiulo, Leandro Casal, Marcelo Maltovani
- Vocales Suplentes: Alejandro Rivas, Gastón Bruno, Alejandro Insecchi, Hernán Pérez, Emanuel Museri, Romualdo Jaime

#### Comisión revisora de cuentas
- Titulares: Santiago Castagno, Mario Zitelli, Carlos Ponce
- Suplentes: Juan Polic, Damian Memmo, Diego Bazan

#### Tribunal de Honor
- Titulares: Juan José Mussi, Ricardo Mathey Dore, José Luis Triviño
- Suplentes: Héctor Guigovaz, Jorge Musacchio, Rafael Pultrone

## Estadio
Su estadio se llama Norman Lee y se encuentra en la Ciudad de Berazategui (Buenos Aires, Argentina). Recibe el nombre de uno de los benefactores de la entidad que contribuyó con tierras para su construcción. Por lo que su inauguración fue el 21 de noviembre de 1981.

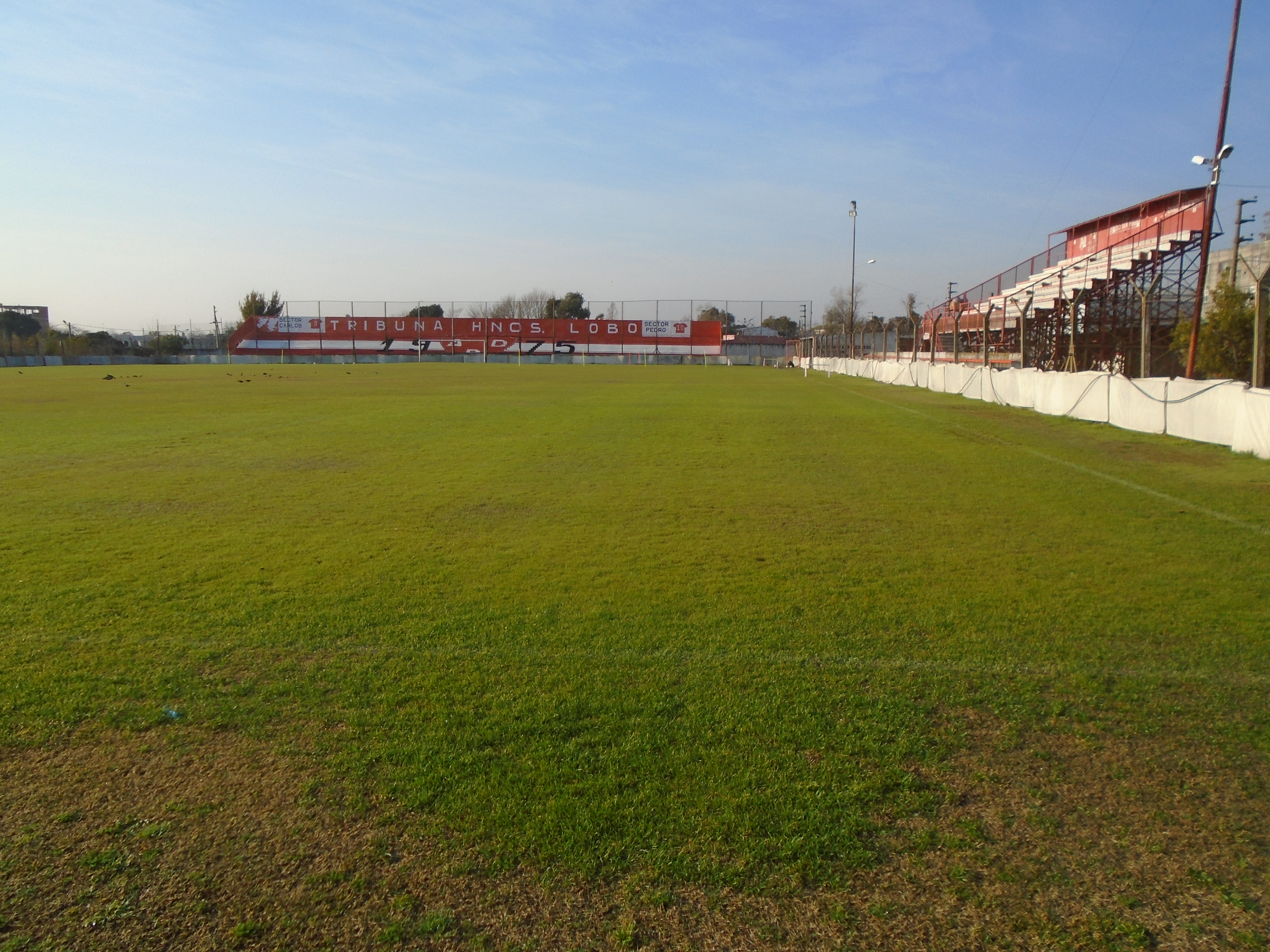
Estadio Normal Lee, de la Asociación Deportiva Berazategui.

El Norman Lee cuenta con 28 hectáreas en la cual se encuentra con una tribuna popular (local) de cemento con 15 escalones de alto y 50 metros de largo, una platea alta (local) de 15 escalones, remodelada a nueva con tablones de hormigón y 170 asientos de plástico (naranjas y blancos), una platea baja de cemento con 3 escalones por unos 70 m de largo. Del otro lado se encontraba la vieja popular local de madera que su estructura y tablones eran los del Viejo Gasómetro del Club Atlético San Lorenzo de Almagro, actualmente, ya refaccionada, se encuentra una nuevatribuna norte de cemento, de 15 escalones y 50 metros de largo que fue inaugurada en febrero de 2024 con capacidad para 4.500 espectadores.
Además cuenta con cinco cabinas de transmisión, ubicadas en la terraza del salón de eventos del club, llamado “Salón Blanco”; una secretaría del socio, ubicada justo debajo de la platea alta y pegado a este un reducto angosto con ventanillas a la calle (Av. Juan Manuel Fangio) para la venta/canje de entradas.
En la parte de exterior del estadio, posee un estacionamiento con capacidad para 80 vehículos; varias canchas auxiliares, una de ellas llamada "Guillermina", con diversos vestuarios, una confitería y gimnasios para los partidos de las divisiones inferiores y del equipo femenino del club.
En la actualidad el estadio tiene capacidad para albergar 10.000 espectadores.

### Ubicación
El estadio queda en Av. Juan Manuel Fangio (ex Paraísos) y 16. Y hay varias maneras de llegar:
- Por Avenida 14 y doblar hacia la izquierda para tomar Av. Juan Manuel Fangio.

- En tren (Línea Roca – Constitución/ La Plata) bajar en Estación Berazategui y caminar unas 13 cuadras hacia el lado del Río de la Plata. O tomar un colectivo de la línea 603 Ramal 7 (Parque Industrial) que tiene parada en Av. Juan Manuel Fangio y 16.

- Por Camino General Belgrano o Avenida Calchaquí hasta el Cruce Varela, tomar Avenida 14 hacia el lado de Berazategui centro (este) hasta Av. Juan Manuel Fangio (Aprox. unas 60 cuadras).

### Ingresos
- A la popular local se ingresa por Av. Juan Manuel Fangio y calle 18, detrás de los monoblok del Barrio “Juan El Bueno”.

- A la platea se ingresa por la Av. Juan Manuel Fangio entre calles 16 y 18 (Portón doble hoja con los colores naranja y blanco).

- Delegación visitante ingresa por Av. Juan Manuel Fangio y calle 16.

## Hinchada
Berazategui mantiene una gran amistad con el Club El Porvenir, comenzada entre la década de los 80 y 90. A pesar de diversas fluctuaciones en la relación, esta continua, más que nada, por aquellos hinchas veteranos que transmiten dicha amistad. Por lo que en muchos partidos pudo verse a las hinchadas juntas, compartiendo el partido.

### Día del Hincha de Berazategui
A principios de 2008, un grupo de ocho reconocidos hinchas se le ocurrió que tanto los jugadores de las divisiones inferiores como los juveniles tenían que tener un lugar propio donde cambiarse, para no usar los vestuarios de la Primera. Así, el autobautizado "Grupo de los 8", se puso a trabajar rápidamente en la búsqueda del dinero para dar el puntapié inicial de la obra. Por lo que eligieron el Día del Hincha de Berazategui -se celebra el cuarto domingo de octubre de cada año-, para realizar el primer festival solidario para recaudar dinero. La primera celebración se realizó en el Club Atlético Ducilo y su éxito fue tal que con el monto recaudado lograron construir el primer encadenado y las primeras columnas.
Luego de muchos años de trabajo, sacrificio y festivales, a comienzos de 2018 la Fundación de la ADB, la Secretaría de Obras Públicas de Berazategui, a cargo de Carlos Balor, y la Municipalidad de Berazategui que aportó de personal especializado para realizar la obra, decidieron colaborar en conjunto y así lograr finalizar el resto de los vestuarios. Estos finalmente fueron inaugurados el domingo 16 de febrero de 2020, casi 12 años después de su comienzo.

## Rivalidades
Algunos de los clubes con quienes Berazategui mantiene una fuerte rivalidad son Defensa y Justicia, Argentino de Quilmes, Brown de Adrogué, Claypole, San Telmo, Cambaceres, Liniers, Talleres RE, Arsenal de Sarandí.
La causa de dichas rivalidades se debe a cercanías geográficas y, en otros casos, a diversos problemas en algunos encuentros deportivos, donde persistió el rencor hasta hoy en día.

## Uniforme
- Uniforme titular: Camiseta naranja, pantalón naranja, medias naranjas.
- Uniforme alternativo: Camiseta azul, pantalón naranja, medias azules.

### Indumentaria y patrocinador
| Período       | Proveedor        |
| ------------- | ---------------- |
| 1976-1984     | Bandera de ?     |
| 1985-1991     | Fulvence         |
| 1991-1994     | Terrier          |
| 1994-1996     | Eneve            |
| 1996-1998     | Taiyo            |
| 1998-2001     | Vars             |
| 2001-2002     | Deportat         |
| 2002-2003     | Solo Gol         |
| 2003-2005     | Dana             |
| 2005-2007     | Kappa            |
| 2007-2010     | Ohcan            |
| 2011          | Erreà            |
| 2011-2012     | Atlantic Sport's |
| 2012-2013     | Vi Sports        |
| 2013-2015     | Retiel           |
| 2015          | Vi Sports        |
| 2015-2016     | Retiel           |
| 2017-2020     | Dana             |
| 2020-2022     | Fanáticos        |
| 2022-presente | KDY              |

| Período       | Proveedor                                            |
| ------------- | ---------------------------------------------------- |
| 1976-1978     | Bandera de ?                                         |
| 1979-1981     | Deportes Berazategui                                 |
| 1982-1985     | Vinagre Arquero; Frigorífico Subga                   |
| 1985-1991     | Fulvence                                             |
| 1991-1992     | Los Leales, Tu Onda tropical                         |
| 1992-1994     | Terrier                                              |
| 1994-1996     | Berazategui, Capital Nacional del Vidrio; Visión Sur |
| 1996-1998     | Dar                                                  |
| 1998-2000     | CIR2                                                 |
| 2001-2002     | Deportat                                             |
| 2002-2003     | Credi-Dar                                            |
| 2003-2008     | Bingo Begui                                          |
| 2008-2015     | OSPIP                                                |
| 2015-2016     | Kovertech                                            |
| 2016          | Bingo Begui; Limart S.A.                             |
| 2017- 2018    | Benito Sport; Limart S.A.                            |
| 2018- 2021    | Ama Lubricants; Limart S.A.                          |
| 2021- 2022    | Ama Lubricants; Grupo Pampa; Pagodiario; Limart S.A. |
| 2023-presente | Ama Lubricants; Pagodiario                           |

## Jugadores

### Plantel 2025
Actualizado el 29 de julio de 2025.

### Altas y bajas 2025
| Incorporaciones    | Incorporaciones | Incorporaciones         | Incorporaciones | Incorporaciones | Incorporaciones | Incorporaciones |
| Jugador            | Posición        | Procedencia             | Tipo            |                 |                 |                 |
| Verano             | Verano          | Verano                  | Verano          | Verano          | Verano          | Verano          |
| ------------------ | --------------- | ----------------------- | --------------- | --------------- | --------------- | --------------- |
| Guido Nogar        | Arquero         | Argentino de Monte Maíz | Libre           |                 |                 |                 |
| Iván Centurión     | Defensor        | San Martín de Burzaco   | Libre           |                 |                 |                 |
| Ariel Vera         | Defensor        | Real Pilar              | Libre           |                 |                 |                 |
| Braian Robles      | Defensor        | Victoriano Arenas       | Libre           |                 |                 |                 |
| Lucas Reynoso      | Defensor        | Excursionistas          | Libre           |                 |                 |                 |
| Emiliano Caballero | Volante         | Rubio Ñu                | Libre           |                 |                 |                 |
| Matías Villalba    | Volante         | Ferrocarril Midland     | Préstamo        |                 |                 |                 |
| Facundo Quiroga    | Volante         | Barracas Central        | Libre           |                 |                 |                 |
| Darío Salina       | Volante         | Sportivo Italiano       | Libre           |                 |                 |                 |
| Lucas Patanelli    | Volante         | Excursionistas          | Libre           |                 |                 |                 |
| Agustín Ávalos     | Volante         | Dock Sud                | Préstamo        |                 |                 |                 |
| Lautaro Núñez      | Delantero       | Sportivo Italiano       | Libre           |                 |                 |                 |
| Invierno           |                 |                         |                 |                 |                 |                 |
| Nicolás Rodríguez  | Arquero         | Deportivo Laferrere     | Libre           |                 |                 |                 |
| Iván Smith         | Volante         | Gutiérrez S. C.         | Libre           |                 |                 |                 |
| Gustavo Fernández  | Delantero       | Atlas                   | Libre           |                 |                 |                 |

| Desvinculaciones   | Desvinculaciones | Desvinculaciones               | Desvinculaciones | Desvinculaciones | Desvinculaciones | Desvinculaciones |
| Jugador            | Posición         | Destino                        | Tipo             |                  |                  |                  |
| Verano             | Verano           | Verano                         | Verano           | Verano           | Verano           | Verano           |
| ------------------ | ---------------- | ------------------------------ | ---------------- | ---------------- | ---------------- | ---------------- |
| Matias Lescano     | Arquero          | Luján                          | Libre            |                  |                  |                  |
| Luciano Caramés    | Arquero          | Libre                          | Libre            |                  |                  |                  |
| Pablo Cabral       | Defensor         | Libre                          | Libre            |                  |                  |                  |
| Jonathan Irala     | Defensor         | Libre                          | Libre            |                  |                  |                  |
| Pedro Durante      | Defensor         | Dock Sud                       | Libre            |                  |                  |                  |
| Diego Molina       | Defensor         | Luján                          | Libre            |                  |                  |                  |
| Leandro Coronel    | Defensor         | Luján                          | Libre            |                  |                  |                  |
| Nicolás Pizarro    | Defensor         | General Lamadrid               | Libre            |                  |                  |                  |
| Enzo Zárate        | Defensor         | Argentino de Merlo             | Libre            |                  |                  |                  |
| Juan Busto         | Volante          | Fénix                          | Libre            |                  |                  |                  |
| Jonathan Smith     | Volante          | General Lamadrid               | Libre            |                  |                  |                  |
| Iván Smith         | Volante          | Real Pilar                     | Libre            |                  |                  |                  |
| Luis Jurchesen     | Volante          | Libre                          | Libre            |                  |                  |                  |
| Nahuel Pérez       | Volante          | San Martín de Carhue           | Libre            |                  |                  |                  |
| Román Martinangeli | Volante          | Estrella del Sur               | Libre            |                  |                  |                  |
| Agustín Ávalos     | Volante          | Libre                          | Libre            |                  |                  |                  |
| Kevin Giménez      | Volante          | Club Olimpo                    | Libre            |                  |                  |                  |
| Matías Flores      | Delantero        | Arsenal                        | Préstamo         |                  |                  |                  |
| Sergio Salomone    | Delantero        | Estrella del Sur               | Libre            |                  |                  |                  |
| Invierno           |                  |                                |                  |                  |                  |                  |
| Facundo Collazo    | Arquero          | Cambaceres                     | Préstamo         |                  |                  |                  |
| Emiliano Caballero | Volante          | Rubio Ñu                       | Libre            |                  |                  |                  |
| Nahuel Herrera     | Volante          | Estudiantes Unidos (Bariloche) | Libre            |                  |                  |                  |
| Mariano Chávez     | Delantero        | Estrella de Berisso            | Libre            |                  |                  |                  |

### Jugadores históricos
- En negrita, jugadores en actividad en el club
- Actualizado al 16 de agosto de 2025

#### Máximos Goleadores
| Nacionalidad         | Jugadores             | Goles |
| -------------------- | --------------------- | ----- |
| Bandera de Argentina | Carlos Lobo           | 141   |
| Bandera de Argentina | Lucio Bernald         | 96    |
| Bandera de Argentina | Gustavo Pastor        | 75    |
| Bandera de Argentina | Diego Katip           | 53    |
| Bandera de Argentina | Nahuel Pombo          | 46    |
| Bandera de Argentina | Fabián Alegre         | 43    |
| Bandera de Argentina | Cristian Alessandrini | 41    |
| Bandera de Argentina | Hernán Fener          | 36    |
| Bandera de Argentina | Matías Flores         | 35    |
| Bandera de Argentina | Sergio Salomone       | 32    |
| Bandera de Argentina | Rubén Benítez         | 30    |
| Bandera de Argentina | Juan Pablo Pérez      | 24    |

#### Más partidos disputados
- Actualizado al 16 de agosto de 2025

| Nacionalidad         | Jugadores          | Partidos |
| -------------------- | ------------------ | -------- |
| Bandera de Argentina | Nahuel Pombo       | 345      |
| Bandera de Argentina | Juan Carlos Horvat | 335      |
| Bandera de Argentina | Rubén Benítez      | 322      |
| Bandera de Argentina | Gustavo Pastor     | 286      |
| Bandera de Argentina | César González     | 283      |
| Bandera de Argentina | Carlos Lobo        | 244      |
| Bandera de Argentina | Homero Díaz        | 237      |
| Bandera de Argentina | Lucio Bernald      | 223      |
| Bandera de Argentina | Gerónimo Mezzina   | 204      |
| Bandera de Argentina | Diego Alcibiades   | 194      |
| Bandera de Argentina | Juan Pablo Pérez   | 183      |
| Bandera de Argentina | David Oltolina     | 175      |
| Bandera de Argentina | Hernán Fener       | 174      |

### Jugadores históricos internacionales

#### Máximos Goleadores
| Nacionalidad        | Jugadores          | Goles |
| ------------------- | ------------------ | ----- |
| Bandera de Paraguay | Víctor Molina Ríos | 11    |
| Bandera de Uruguay  | Edison Tavares     | 5     |
| Bandera de Paraguay | Julio Rodríguez    | 3     |
| Bandera de Cuba     | Pablo Huidobro     | 1     |
| Bandera de Brasil   | Edilio Cardoso     | 1     |

#### Más partidos disputados
| Nacionalidad        | Jugadores           | Partidos |
| ------------------- | ------------------- | -------- |
| Bandera de Paraguay | Víctor Molina Ríos  | 92       |
| Bandera de Cuba     | Pablo Huidobro      | 72       |
| Bandera de Colombia | Alejandro Gutiérrez | 36       |
| Bandera de Uruguay  | Edison Tavares      | 28       |
| Bandera de Paraguay | Julio Rodríguez     | 25       |
| Bandera de Paraguay | Juan Lugo           | 20       |
| Bandera de Brasil   | Edilio Cardoso      | 16       |
| Bandera de Brasil   | Maicol Ferreira     | 10       |
| Bandera de Uruguay  | Marcelo Di Lauro    | 7        |
| Bandera de Paraguay | Jorge Paredes       | 6        |

## Datos del club
- Temporadas en Primera División: 0
- Temporadas en Segunda División: 0
- Temporadas en Tercera División: 18
  - Primera C: 11 (1977 - 1986)
  - Primera B Metropolitana: 7 (1986/87-1987/88, 1990/91, 1997/98 - 2000/01)
  - Ubicación en la tabla histórica de la Primera B: 40.º
  - Mejor ubicación en Tercera División: 8.º (1997-98)
  - Peor ubicación en Tercera División: 18.º (2000-01)
  - Máxima goleada a favor en la tercera categoría: Berazategui 4-0 Deportivo Merlo (1990) 
 Berazategui 4-0 Defensores de Belgrano (1997)
  - Máxima goleada en contra en la tercera categoría: Berazategui 2-8 Sportivo Italiano (2001)
- Temporadas en Cuarta División: 29
  - Primera C: 28 (1988/89 - 1989/90, 1991/92 - 1996/97, 2001/02 - 2002/03, 2008/09 - 2024)
  - Primera D: 1 (1976)
  - Ubicación en la tabla histórica de la Primera C: 5.º
  - Mejor ubicación en Cuarta División: 1.º (1989/90, 1996/97)
  - Peor ubicación en Cuarta División: 17.º (2002-03)
  - Máxima goleada a favor en la cuarta categoría: 7-0 Deportivo Riestra (1996)
  - Máxima goleada en contra en la cuarta categoría: Berazategui 0-5 El Porvenir (2012) 
 Berazategui 0-5 Excursionistas (2022)
- Temporadas en Quinta División: 5
  - Primera D: 5 (2003/04 - 2007/08)
  - Ubicación en la tabla histórica de la Primera D: 29.º
  - Mejor ubicación en Quinta División: 1.º (2004/05, 2005/06)
  - Peor ubicación en Quinta División: 2.º (2006/07, 2007/08)
  - Máxima goleada a favor en la Quinta categoría: Berazategui 7-0 Deportivo Muñiz (2006) 
 Berazategui 7-0 Centro Español (2007)
  - Máxima goleada en contra en la Quinta categoría: Berazategui 0-4 Defensores Unidos (2008)

### Copa Argentina
| Torneo                 | Posición                      | PJ              | PG              | PE              | PP              | GF              | GC              | Dif.            | Puntos          | Goleador                |                 |
| ---------------------- | ----------------------------- | --------------- | --------------- | --------------- | --------------- | --------------- | --------------- | --------------- | --------------- | ----------------------- | --------------- |
| Copa Argentina 2011-12 | Fase inicial                  | 1               | 0               | 1               | 0               | 2               | 2               | 0               | 1               | Pombo, Salomone: 1      |                 |
| Copa Argentina 2012-13 | Fase inicial                  | 2               | 1               | 0               | 1               | 2               | 5               | -3              | 3               | Rodríguez, Cigogna: 1   |                 |
| Copa Argentina 2013-14 | Fase Inicial Metropolitana    | 1               | 0               | 0               | 1               | 0               | 2               | -2              | 0               | No convirtió            |                 |
| Copa Argentina 2014-15 | Fase Preliminar Metropolitana | 3               | 1               | 2               | 0               | 2               | 1               | 1               | 5               | Pellegrini, Salomone: 1 |                 |
| Copa Argentina 2015-16 | No se clasificó               | No se clasificó | No se clasificó | No se clasificó | No se clasificó | No se clasificó | No se clasificó | No se clasificó | No se clasificó | No se clasificó         | No se clasificó |
| Copa Argentina 2016-17 | No se clasificó               | No se clasificó | No se clasificó | No se clasificó | No se clasificó | No se clasificó | No se clasificó | No se clasificó | No se clasificó | No se clasificó         | No se clasificó |
| Copa Argentina 2017-18 | No se clasificó               | No se clasificó | No se clasificó | No se clasificó | No se clasificó | No se clasificó | No se clasificó | No se clasificó | No se clasificó | No se clasificó         | No se clasificó |
| Copa Argentina 2018-19 | No se clasificó               | No se clasificó | No se clasificó | No se clasificó | No se clasificó | No se clasificó | No se clasificó | No se clasificó | No se clasificó | No se clasificó         | No se clasificó |
| Copa Argentina 2019-20 | No se clasificó               | No se clasificó | No se clasificó | No se clasificó | No se clasificó | No se clasificó | No se clasificó | No se clasificó | No se clasificó | No se clasificó         | No se clasificó |
| Copa Argentina 2022    | No se clasificó               | No se clasificó | No se clasificó | No se clasificó | No se clasificó | No se clasificó | No se clasificó | No se clasificó | No se clasificó | No se clasificó         | No se clasificó |
| Copa Argentina 2023    | No se clasificó               | No se clasificó | No se clasificó | No se clasificó | No se clasificó | No se clasificó | No se clasificó | No se clasificó | No se clasificó | No se clasificó         | No se clasificó |
| Copa Argentina 2024    | No se clasificó               | No se clasificó | No se clasificó | No se clasificó | No se clasificó | No se clasificó | No se clasificó | No se clasificó | No se clasificó | No se clasificó         | No se clasificó |
| Copa Argentina 2025    | Treintaidosavos de final      | 1               | 0               | 0               | 1               | 0               | 3               | -3              | 0               | No convirtió            |                 |
| Total                  | Total                         | 8               | 2               | 3               | 3               | 6               | 13              | -7              | 9               | Salomone: 2             |                 |

## Temporada por temporada
- Primera D: 1976
- Primera C: 1977 - 1986
- Primera B Metropolitana: 1986/87 - 1987/88
- Primera C: 1988/89 - 1989/90
- Primera B Metropolitana: 1990/91
- Primera C: 1991/92 - 1996/97
- Primera B Metropolitana: 1997/98 - 2000/01
- Primera C: 2001/02 - 2002/03
- Primera D: 2003/04 - 2007/08
- Primera C: 2008/09 - Presente

### Posición por temporada
| \| Competencia \| Detalle \| \| Competencia \| Campeonato Local \| \| ----------------- \| ---------------- \| \| Primera D 1976 \| 2.º \| \| Primera C 1977 \| 10.º \| \| Primera C 1978 \| 13.º \| \| Primera C 1979 \| 12.º \| \| Primera C 1980 \| 10.º \| \| Primera C 1981 \| 18.º \| \| Primera C 1982 \| Fase de zonas \| \| Primera C 1983 \| Fase de zonas \| \| Primera C 1984 \| Fase de zonas \| \| Primera C 1985 \| 20.º \| \| Primera C 1986 \| Ascenso \| \| Primera B 1986-87 \| 15.º \| \| Primera B 1987-88 \| 14.º \| \| Primera C 1988-89 \| 4.º \| \| Primera C 1989-90 \| Campeón \| \| Primera B 1990-91 \| 14.º \| \| Primera C 1991-92 \| 4.º \| \| Primera C 1992-93 \| 10.º \| \| Primera C 1993-94 \| 14.º \| \| Primera C 1994-95 \| 4.º \| \| Primera C 1995-96 \| 5.º \| \| Primera C 1996-97 \| Campeón \| \| Primera B 1997-98 \| 8.º \| \| Primera B 1998-99 \| 16.º \| \| Primera B 1999-00 \| 12.º \| \| Primera B 2000-01 \| 18.º \| \| Primera C 2001-02 \| 11.º \| \| Primera C 2002-03 \| 17.º \| \| Primera D 2003-04 \| Cuartos de final \| \| Primera D 2004-05 \| Semifinal \| \| Primera D 2005-06 \| 1.º \| \| Primera D 2006-07 \| 1.º \| \| Primera D 2007-08 \| 2.º \| \| Primera C 2008-09 \| 2.º \| \| Primera C 2009-10 \| 12.º \| \| Primera C 2010-11 \| 9.º \| \| Primera C 2011-12 \| 9.º \| \| Primera C 2012-13 \| 8.º \| \| Primera C 2013-14 \| 19.º \| \| Primera C 2014 \| 9.º \| \| Primera C 2015 \| 7.º \| \| Primera C 2016 \| 4.º \| \| Primera C 2016-17 \| 20° \| \| Primera C 2017-18 \| 17.º \| \| Primera C 2018-19 \| 10° \| \| Primera C 2019-20 \| 8.º \| \| Primera C 2020 \| 4.º \| \| Primera C 2021 \| 5.º \| \| Primera C 2022 \| 6.º \| \| Primera C 2023 \| 14.º \| \| Primera C 2024 \| 2.º \| |                  |
| Competencia | Detalle          |
| Competencia | Campeonato Local |
| Primera D 1976 | 2.º              |
| Primera C 1977 | 10.º             |
| Primera C 1978 | 13.º             |
| Primera C 1979 | 12.º             |
| Primera C 1980 | 10.º             |
| Primera C 1981 | 18.º             |
| Primera C 1982 | Fase de zonas    |
| Primera C 1983 | Fase de zonas    |
| Primera C 1984 | Fase de zonas    |
| Primera C 1985 | 20.º             |
| Primera C 1986 | Ascenso          |
| Primera B 1986-87 | 15.º             |
| Primera B 1987-88 | 14.º             |
| Primera C 1988-89 | 4.º              |
| Primera C 1989-90 | Campeón          |
| Primera B 1990-91 | 14.º             |
| Primera C 1991-92 | 4.º              |
| Primera C 1992-93 | 10.º             |
| Primera C 1993-94 | 14.º             |
| Primera C 1994-95 | 4.º              |
| Primera C 1995-96 | 5.º              |
| Primera C 1996-97 | Campeón          |
| Primera B 1997-98 | 8.º              |
| Primera B 1998-99 | 16.º             |
| Primera B 1999-00 | 12.º             |
| Primera B 2000-01 | 18.º             |
| Primera C 2001-02 | 11.º             |
| Primera C 2002-03 | 17.º             |
| Primera D 2003-04 | Cuartos de final |
| Primera D 2004-05 | Semifinal        |
| Primera D 2005-06 | 1.º              |
| Primera D 2006-07 | 1.º              |
| Primera D 2007-08 | 2.º              |
| Primera C 2008-09 | 2.º              |
| Primera C 2009-10 | 12.º             |
| Primera C 2010-11 | 9.º              |
| Primera C 2011-12 | 9.º              |
| Primera C 2012-13 | 8.º              |
| Primera C 2013-14 | 19.º             |
| Primera C 2014 | 9.º              |
| Primera C 2015 | 7.º              |
| Primera C 2016 | 4.º              |
| Primera C 2016-17 | 20°              |
| Primera C 2017-18 | 17.º             |
| Primera C 2018-19 | 10°              |
| Primera C 2019-20 | 8.º              |
| Primera C 2020 | 4.º              |
| Primera C 2021 | 5.º              |
| Primera C 2022 | 6.º              |
| Primera C 2023 | 14.º             |
| Primera C 2024 | 2.º              |

     Campeón.
    Subcampeón.
    Tercer Lugar.
     Ascenso.
     Descenso.

## Palmarés
| Torneos Nacionales | Torneos Nacionales | Torneos Nacionales |
| Competición        | Títulos            | Subcampeonatos     |
| Cuarta División    | Cuarta División    | Cuarta División    |
| ------------------ | ------------------ | ------------------ |
| Primera C (2/2)    | 1989-90, 1996-97   | 2008-09, 2021      |
| Quinta División    |                    |                    |
| Primera D (0/2)    |                    | 2006-07, 2007-08   |

### Otros logros
- Ascenso a Primera B por reestructuración (1): 1986.
- Ascenso a Primera C por Torneo Reducido (2): 1976 y 2007/08.

## Otras secciones deportivas

### Futsal
En el año 2017, bajo la gestión de Roberto "Mata" Rodríguez, se incorporó al futsal como nueva disciplina a la institución "Naranja". En su primer año se inscribieron a la Liga Argentina de Futsal "Afista", haciendo de local en el Polideportivo de Ducilo.
A finales del año 2021, se desintegró dicha actividad del club por falta de aportes monetarios de la comisión directiva.

### Fútbol femenino
La primera aparición del fútbol femenino en el club fue en el Campeonato de Fútbol Femenino de 1994, donde participó en un torneo organizado por AFA y era considerado, en ese entonces, como la Primera División del país. Allí finalizó en el 5.º puesto, tras obtener cuatro victorias, un empate y diez derrotas. Además, su primer gol oficial fue marcado el 29 de mayo de 1994 en la derrota 3-1 ante el posterior campeón, River Plate.Luego de 25 años de esa última participación de la disciplina, en el 2019, encabezado por María Jimena Bruno y Guillermina Navarrette, se volvió a retomar el proyecto.
El retorno oficial del equipo femenino en las competencias de AFA, fue el día 28 de agosto del 2021 ante Laferrere por la primera fecha de la Primera C, cayendo derrotadas, en el Estadio Norman Lee, por 0-1. El 11 inicial, que paró la dupla técnica Myrian Martelli - Walter Martins, estuvo conformado por: Rocío Ruíz; Rocío Acosta; Blanca Barreto; Gabriela Federico; Tamara Natali; Karina Tomillo (C); Sofía Barrientos; Gisel Pino; Candela Rodríguez; Melany Mendieta y Jesica Casatti.
En la 2.ª fecha del torneo de Primera C, Berazategui cayó derrotada por 4-1 ante Fénix, pero marcando un hecho histórico en el fútbol femenino en el club: Marcando su primer gol, luego de 25 años de esa última participación en los torneos de AFA. Este fue hecho por Ludmila Zabaleta.
No obstante, el día 9 de octubre de 2021 obtuvo su primera victoria de manera oficial, en la fecha 6 y en condición de visitante ante Cañuelas, por 1-0. El gol del conjunto "naranja" fue convertido por Candela Rodríguez, a minutos de terminar el partido.
Las máximas goleadoras históricas del equipo femenino son Melanie Filippelli y Magalí Ormachea con un total de 14 goles, hecho por cada una. Todas las anotaciones de las artilleras fueron hechas en la Primera C (femenino). A su vez, quienes la siguen en la tabla de goleadoras son Loana Britez Martinez con 10 goles y Noemí Cabañas con 7 anotaciones.

### Otras disciplinas
- Ajedrez[50][51][52]
- Patín[53]
- Taekwondo[54]